# J. R. R. Tolkien, una biografía
J. R. R. Tolkien, una biografía es una obra escrita por Humphrey Carpenter sobre la vida del escritor británico, poeta, filólogo y profesor universitario J. R. R. Tolkien, conocido principalmente por ser el autor de las obras clásicas de la alta fantasía El hobbit y El Señor de los Anillos. Está basada en sus cartas, diarios y otros papeles, así como en los testimonios de sus amigos y familiares.
Fue publicada por la editorial George Allen & Unwin en 1977, cuatro años después de la muerte de J. R. R. Tolkien. Carlos Peralta se encargó de su traducción al español, siendo publicada la primera edición en abril de 1990 por Ediciones Minotauro.